# Tadeusz Różycki
Tadeusz Różycki pseud. "Dudek" (ur. 10 marca 1931 w Warszawie) – polski działacz kombatancki, uczestnik powstania warszawskiego.
Urodził się w Warszawie jako syn Bolesława i Eleonory z domu Kiełbasa. Podczas okupacji niemieckiej w czasie II wojny światowej działał w konspiracji niepodległościowej w ramach Szarych Szeregów. Podczas powstania warszawskiego był łącznikiem-listonoszem Harcerskiej Poczty Polowej na terenie Śródmieścia Południowego. 
W 2000 za wybitne zasługi dla niepodległości Rzeczypospolitej Polskiej, za działalność na rzecz organizacji kombatanckich został odznaczony Krzyżem Oficerskim Orderu Odrodzenia Polski, zaś w 2010 z okazji obchodów Narodowego Święta Niepodległości został odznaczony przez Prezydenta RP Bronisława Komorowskiego – Krzyżem Komandorskim Orderu Odrodzenia Polski. Jest jednym z adresatów kampanii "BohaterON - włącz historię!".